# Cranioleuca hellmayri
Cranioleuca hellmayri е вид птица от семейство Furnariidae.

## Разпространение
Видът е разпространен в Колумбия.